# Realismo filosófico
O realismo filosófico é uma corrente da filosofia que enfatiza a completa independência ontológica da realidade em relação a nossos esquemas conceptuais, crenças e pontos de vista. Os adeptos do realismo filosófico tipicamente (mas não necessariamente) defendem que a verdade é uma questão de correspondência entre as nossas crenças e a realidade. O realismo filosófico pode ser adotado em relação a setores específicos da realidade, como, por exemplo, à existência de outras mentes, à existência do passado ou do futuro, dos universais, das entidades matemáticas (tais como os números naturais), das categorias morais, dos objetos macroscópicos da experiência cotidiana ou das entidades teóricas das ciências (como os quarks e os buracos negros).
O realismo pode ser aceito de modo crítico ou de modo ingênuo, constituindo, este último, a atitude específica do senso comum enquanto que a primeira forma resulta de uma atitude que assenta em considerações de natureza crítica do conhecimento. Do ponto de vista crítico, há diferentes maneiras de se aceitar algum nível de realismo: Um "realismo mínimo" ou "realismo minimal" afirma que algo existe objetivamente, ou seja, independentemente de ser concebido. O "realismo comum" propõe que as ocorrências da maioria dos tipos psicológicos e físicos (especificados pelo uso comum na linguagem) existem objetivamente. O "realismo científico", por sua vez, sustenta que as ocorrências da maioria dos tipos científicos existem objetivamente. E o "realismo moderado" é a visão de que aquilo que é representado por ao menos algumas de nossas crenças seja objetivo, ou seja, lógica e causalmente independente de alguém ter concebido aquilo (interpretando 'conceber' de maneira ampla, abrangendo fenômenos psicológicos tais como assentimento, crença e percepção); por exemplo, uma crença de que o lago  Michigan é molhado representaria o fato de que o lago Michigan é molhado. Assim, de modo geral, o conhecimento, como compreendido tradicionalmente na epistemologia, é um estado valorizado justamente por vincular uma pessoa em contato cognitivo com a realidade (em algum grau). Também essa relação com a realidade tende a ser pressuposta para a objetividade nas ciências.
Tradicionalmente, a posição realista em epistemologia é contrastada à posição idealista – isto é, à doutrina de que todo conhecimento possível que temos dos objetos físicos e dos eventos do mundo exterior é mental, o que não necessariamente configura idealismo ontológico, em que toda a realidade é de alguma forma mental. Contemporaneamente, o realismo se opõe ao antirrealismo, especialmente na filosofia da ciência.
Com relação ao realismo do passado, se um historiador abordar o passado como conhecimento realista, ele provavelmente partirá de três pressupostos: (1) que certos eventos do passado realmente ocorreram; (2) que as proposições a respeito do fato histórico tem relação direta com ele; (3) que esses eventos passados são justificados porque no presente possuímos provas suficientes de que ocorreram; ou seja: quando sabemos que Napoleão perdeu a Batalha de Waterloo, sabemos que foi um evento acontecido no passado, e que isso é verdade porque temos documentos que comprovam esse acontecimento. Esse passado real implica que o passado existe em si, independente do historiador, colocando-o como um descobridor do passado, e não um criador. Esses critérios, porém, pedem por respostas acerca da efetiva objetividade que o historiador possa ter em seu ofício e também quanto ao critério para se saber quando exatamente há "provas suficientes" para a existência pretérita de um fenômeno.